# Drop-out (Technik)
Bei der Tonbandwiedergabe sind  Drop-outs (auch Dropouts) Lautstärkeschwankungen oder Aussetzer des Tones, die durch unzureichenden Andruck des Magnetbandes an den Tonkopf, Fehler im Bandmaterial oder durch Schmutz zwischen Kopf und Band verursacht werden.
Bei Videomagnetbändern machen sich Drop-outs als quer über den Bildschirm laufende helle Punkte oder Striche störend bemerkbar. Bei DV kann ein ganzes Bild ausfallen und bei HDV kann es zu Aussetzern von bis zu einer halben Sekunde kommen.
In der Elektrotechnik bezeichnet die Dropout-Spannung die minimal erforderliche Differenz zwischen der Eingangs- und Ausgangsspannung eines Spannungsreglers.